# ریندربرگ
ریندربرگ (به لاتین: Rinderberg) یک کوه در سوئیس است که در کانتون برن واقع شده‌است. ریندربرگ ۲٬۰۷۹ متر بالاتر از سطح دریا واقع شده‌است.